# Manuel Cardenal Iracheta
Manuel Cardenal Iracheta (Madrid, 31 de enero de 1898 - Málaga, 20 de diciembre de 1971) fue un maestro e historiador español, catedrático y director del Instituto de Bachillerato Cervantes antes y después de la guerra civil española. Fue miembro del CSIC.

## Biografía
Hijo de María de las Mercedes Iracheta y del general Manuel Cardenal Dominicis.
Estudió en la Universidad Central de Madrid con Manuel García Morente y José Ortega y Gasset, entre otros profesores. Figura con carnet socialista desde el 1 de noviembre de 1917. En ese contexto político sindical fue miembro de la Escuela Nueva y representante del Grupo de Estudiantes Socialistas de Madrid en el XI Congreso del PSOE en 1918. Ese año —y siguiendo una corriente muy extendida entre algunos sectores de la intelectualidad de la época— se inició en la masonería con el alias de «Fedón», llegando a alcanzar el grado 1º.
Licenciado en Filosofía y Letras por la Universidad de Madrid, en 1920, queda documentado que obtuvo por oposición, con el número uno, la Cátedra de Filosofía en el Instituto de Enseñanza Media de Cuenca, pero no está claro si por tal circunstancia acusó baja en la Asociación Socialista de Madrid el 30 de junio de 1920, por ausencia. En Cuenca, Cardenal Iracheta impartió clases como catedrático de Psicología y Lógica y de Ética y Rendimientos del Derecho en el Instituto, entre 1920 y 1923, y fue nombrado Vicepresidente de la Diputación Provincial.
Trasladado a Segovia en 1924, a través de su amistad con Blas Zambrano y otros profesores de la ciudad —como José Tudela y Antonio Machado—, se implicó en las actividades de la Universidad Popular Segoviana promovida por la tertulia de San Gregorio. También fue teniente alcalde del Ayuntamiento segoviano. En 1926 fue nombrado catedrático de Filosofía en Salamanca, hasta 1932, año en el que, por oposición ganó la cátedra del Instituto de Bachillerato Cervantes de Madrid (entre 19/05/1934 y 01/03/1936).
Durante la Segunda República fue miembro de Acción Popular en Madrid. Algunas fuentes mencionan que al producirse la rebelión militar del 18 de julio de 1936 se afilió al Sindicato Único de la Enseñanza dependiente de la CNT, y que en agosto de ese año se hizo cargo del Reformatorio de Carabanchel Bajo, durante catorce días. Al empezar el curso 1936-1937 no tomó posesión de su cátedra, quedando en situación de excedente gubernativo y cobrando dos tercios de su paga. Comenzó a dar clases particulares. Según otras fuentes el mes de enero de 1937, no pudo cobrar su sueldo al exigírsele como condición el carnet sindical impuesto por F.E.T.E. (Federación Española de Trabajadores de la Enseñanza) dependiente de la U.G.T., lo que le llevaría a afiliarse al citado Sindicato Único de Enseñanza. En el verano de 1937 solicitó pasaporte, que en agosto se le concedió solo para su esposa e hijos, para ir a Francia.
Durante un viaje a Orán (Argelia francesa) para fundar un orfanato, se pasó a la zona franquista. El 19 de septiembre de 1938 llegó a Salamanca. El 23 de noviembre fue detenido en su domicilio de la calle Prior, n.º 19 e ingresó en la Prisión de Salamanca donde fue sometido a consejo de guerra, salió un mes después, la víspera de la Nochebuena de 1938.
Fue repuesto en su cátedra del Instituto Cervantes de Madrid en marzo de 1941, como director del centro hasta 1958, año en que, a petición propia, fue destinado a Santa Cruz de Tenerife, en cuyo Instituto de Enseñanza Media tuvo el cargo de Secretario general. Y en 1961 fue comisionado como director del Instituto Nacional de Enseñanza Media Isabel de España en Las Palmas de Gran Canaria, donde permaneció hasta su jubilación en enero de 1967.
También desempeñó el cargo de profesor de Sociología en la Escuela de Periodismo, desde su fundación hasta 1955, y participó en los cursos para extranjeros de la primitiva Universidad de Verano de Santander. Contribuyó a la fundación de diversas publicaciones (revistas y periódicos) y estuvo muy vinculado al Instituto de Estudios Políticos como Secretario técnico hasta 1969.

## Obras
Entre sus obras se citan: Alfonso el Sabio: selección y notas de (Madrid, Consejo Superior de Investigaciones Científicas, 1946, Biblioteca Literaria del Estudiante, XXIX, ed. facsímil); el Libro de la erudición poética del poeta y militar, de Carrillo de Sotomayor (1584-1610), de 1946; Gonzalo Pizarro, una biografía del hermano del conquistador de Perú, Francisco Pizarro, publicada en 1957; Historia en Mapas, Breviario de Don Juan Manuel, Antología del Rey Sabio; y Comentarios y recuerdos (obra póstuma, de 1972, por Revista de Occidente).
En 1967, le fue otorgada la Gran cruz de la Orden de Alfonso X el Sabio.